# Wild 'N Out
Wild 'N Out is een show op VH1, gepresenteerd door Nick Cannon. Deric Battiste (beter bekend als DJ D-Wrek) verzorgt de muziek en is tevens de show's mede-presentator en onpartijdige jury.

## Inhoud
Vergelijkbaar met shows zoals Whose Line Is It Anyway?, komen in de show twee teams met komieken voor: het Red Squad (rode team), onder leiding van Nick Cannon en met onder anderen Katt Williams, en het Black Squad (zwarte team) onder leiding van een beroemde gast die de team captain (teamleider) wordt genoemd. De twee teams spelen tegen elkaar in verschillende rondes van improvisatiecomedy. Na drie van deze rondes nemen de teams het op tegen elkaar in de bonusronde, Wild Style geheten, waarin zij de leden van het andere team belachelijk maken door middel van freestyle rap, vergelijkbaar met 8 Mile. In de rondes zijn punten te bemachtigen en het team met de meeste punten wint de show. Ook bevat elke aflevering muzikale optredens, die soms door de leider van het zwarte team worden uitgevoerd, maar soms ook door een andere muzikant. Soms is deze gast ook degene die als scheidsrechter functioneert in de Wild Style.
Toen de kijkcijfers in het eerste seizoen hoog bleken te zijn, begon MTV aan een nieuwe reeks van tien afleveringen, die begonnen op 2 februari 2006. De belangrijkste veranderingen waren dat de set naar Hollywood verhuisde en de teams voortaan streden om een Wild 'N Out Championship Belt (kampioenschap riem).
Ook na het tweede seizoen zette MTV de show voort.

## Beroemde gasten
De muzikanten en de Black Squad captains en speciale gasten:
- Snoop Dogg (optreden en teamleider)
- Field Mob (optreden)
- Orlando Jones (teamleider)
- Christina Milian (teamleider)
- Ying Yang Twins (optreden en teamleider)
- Kanye West (optreden en teamleider)
- Common (optreden)
- Fonzworth Bentley (teamleider)
- Vanessa Minnillo (speciale gast)
- Eva Pigford (teamleider)
- Kenan Thompson (teamleider)
- Omarion (teamleider)
- Method Man (teamleider en optreden)
- Kevin Hart (teamleider)
- Tyra Banks (teamleider)
- Lil' Jon (teamleider en speciale gast)
- Cedric the Entertainer (teamleider)
- Sean Paul (optreden en special gast)
- Pussycat Dolls (optreden)
- David Banner (optreden en speciale gast)
- T.I. en P$C (optreden)
- Three 6 Mafia (optreden)
- Dem Franchise Boyz met Jermaine Dupri en Da Brat (optreden)
- Biz Markie(speciale gast)
- Lil' Wayne (optreden en speciale gast)
- Trillville (optreden en speciale gast)
- Bobby Brown (speciale gast)
- Marques Houston (teamleider)
- Tracee Ellis Ross(speciale gast)
- Rev Run (teamleider)
- Young Jeezy met Akon (optreden)
- Rhymefest (optreden en speciale gast)
- Kelly Rowland (teamleider)
- Ne-Yo (optreden en speciale gast)
- Mike Jones (optreden en teamleider)
- Wayne Brady (teamleider)
- Paul Wall (optreden en speciale gast)
- Charlie Murphy (teamleider)
- Busta Rhymes (optreden)
- Mike Epps (teamleider)
- Pitbull (optreden en speciale gast)
- Lil Scrappy (optreden en speciale gast)
- Joy Bryant (speciale gast)
- Big Boi (optreden en teamleider)
- Purple Ribbon All-Stars (optreden)
- Fat Joe (teamleider)
- Andy Milonakis (teamleider)
- Warren Sapp (teamleider)
- Talib Kweli (teamleider)
- Jamie Kennedy (teamleider)
- Nicole "Hoopz" Alexander (speciale gast)
- E-40 (teamleider en optreden)
- Chamillionaire met Krayzie Bone (optreden)
- Method Man (optreden)
- Lupe Fiasco (optreden)
- Clipse en Pharrell (optreden)
- Cassidy (optreden)
- Ray J (teamleider)
- Yung Joc (optreden)
- Young Buck (teamleider en optreden)
- Rae Sremmurd (Teamleider) (optreden)
- T-Pain (Teamleider)
- Chris Paul (basketballer)